# 2006年山西焦家寨煤矿矿难
山西省大同煤矿集团轩岗煤电有限公司焦家寨煤矿“11·5”特别重大瓦斯爆炸事故，是指在北京时间2006年11月5日11时38分，发生在山西省同煤集团轩岗煤电公司焦家寨煤矿的瓦斯爆炸事故。据国务院调查组确认，事故共造成47人死亡、2人受伤，直接经济损失1213.03万元。
山西省同煤集团轩岗煤电有限责任公司（简称“轩煤公司”），其前身为轩岗矿务局，成立于1954年。2002年6月由大同煤矿集团公司整体收购，重组改制成立轩煤公司；焦家寨煤矿隶属于轩煤公司。